# Rionegro (Antioquia)

Localização de Rionegro no departamento de Antioquia.

Rionegro é uma cidade e município da Colômbia, no departamento de Antioquia.
Foi uma das cidades mais importantes na época da independência do país e a Constituição de 1863 foi ali escrita, na histórica Casa de La Convención, por esta razão é chamada de Constituição de Rionegro.
Nesta cidade esta ubicado o Aeroporto Internacional José María Córdova.
C
idade é a sede do time de futebol Deportivo Rionegro.

## Geografia
A cidade localiza-se a 2 125 m de altitude a leste de Medellín.
|  |
|  |
|  |

### Clima
| Dados climatológicos para Rionegro | Dados climatológicos para Rionegro | Dados climatológicos para Rionegro | Dados climatológicos para Rionegro | Dados climatológicos para Rionegro | Dados climatológicos para Rionegro | Dados climatológicos para Rionegro | Dados climatológicos para Rionegro | Dados climatológicos para Rionegro | Dados climatológicos para Rionegro | Dados climatológicos para Rionegro | Dados climatológicos para Rionegro | Dados climatológicos para Rionegro | Dados climatológicos para Rionegro |
| Mês                                | Jan                                | Fev                                | Mar                                | Abr                                | Mai                                | Jun                                | Jul                                | Ago                                | Set                                | Out                                | Nov                                | Dez                                |                                    |
| ---------------------------------- | ---------------------------------- | ---------------------------------- | ---------------------------------- | ---------------------------------- | ---------------------------------- | ---------------------------------- | ---------------------------------- | ---------------------------------- | ---------------------------------- | ---------------------------------- | ---------------------------------- | ---------------------------------- | ---------------------------------- |
| Temperatura máxima média (°C)      | 24                                 | 24,8                               | 24,8                               | 24,7                               | 25                                 | 24,4                               | 24,7                               | 24,6                               | 24,4                               | 23,8                               | 23,4                               | 23,4                               |                                    |
| Temperatura mínima média (°C)      | 9,3                                | 9,1                                | 9,1                                | 9,9                                | 10,2                               | 9                                  | 8                                  | 8,2                                | 9                                  | 9,1                                | 9,1                                | 9,1                                |                                    |